# 尼泊尔立法议会
尼泊尔立法议会（尼泊尔语：व्यवस्थापिका संसद）是2015年—2018年尼泊尔的一院制議會，前身是尼泊尔制宪会议，后被尼泊尔联邦议会取代。

## 召開
前尼泊爾首相蘇里亞·巴哈杜爾·塔帕是會議中最老的議員，在2014年1月20日成為會議議長，主持了2014年1月21日主持了565名議員的宣誓，以及第一次會議。尼泊爾大會黨、尼泊爾共產黨（聯合馬列）以及尼泊爾聯合共產黨（毛主義）的領導人承諾在一年內草議新憲法，會議中多於八成議員都是新面孔。

## 分權討論
2014年1月26日，總統拉姆·巴蘭·亞達夫呼籲在一星期內舉行選舉，以及依照憲法第38（1）條組成政府。尼泊爾大會黨取得尼泊爾共產黨（聯合馬列）的支持，籌組由大會黨領導的政府，兩黨同意在半年內舉行地方選舉，以及在一年內採用新憲法。其後舉行多黨會議，期間尼泊爾共產黨（聯合馬列）、尼泊爾聯合共產黨（毛主義）和馬德西人民權利大會（民主）表示支持成立蘇希爾·柯伊拉臘領導的政府，但尼泊尔民族民主党杯葛該會議。在其後大會黨、共產黨（聯合馬列）和聯合共產黨（毛主義）的會議中，聯合共產黨（毛主義）表示支持由大會黨領導政府的理念，但是決定不加入政府，留在在野阵营中。2014年2月2日，在分別為第三及第四大黨的共產黨（聯合馬列）和馬德西人民權利大會（民主）決定不加入政府後，大會黨放棄在憲法38（1）條下籌組聯合政府，後來與共產黨（聯合馬列）展開就在憲法第38（2）條下組成大多數政府展開會談。